# Université Mykolas-Romeris
L’université Mykolas-Romeris (lituanien : Mykolo Romerio universitetas) est une université lituanienne crée en 1990.
Elle compte 6 500 étudiants répartis sur les campus de Vilnius et Kaunas.

## Histoire
Ses statuts sont changés en 2008[réf. nécessaire].
Son nom est une référence au juriste Mykolas Römeris.

## Structure
Elle est composée de deux facultés et de quatre instituts,.

## Études
Elle dispense neuf licences, dix-huit masters et six doctorats en anglais.
Certains doctorats en droit sont dispensés avec l’université de Bologne, l’université autonome de Barcelone, l'université du Luxembourg, l'Université de Turin ou l'Université de Tilbourg.

## Recherche
Les activités de recherche portent principalement sur les sciences humaines et sociales.

## Campus
Le campus se trouve à Vilnius.

## Sports

### Médaillés olympiques
- Jeux d’été 2016 à Rio de Janeiro : les étudiants Mindaugas Griškonis et Saulius Ritter gagnent la médaille d’argent en aviron deux de couple[6].
- Jeux d’été 2012 à Londres : l’étudiante Laura Asadauskaitė-Zadneprovskienė gagne la médaille d’or au pentathlon, l’étudiant Jevgenij Šuklin gagne la médaille d’argent à la finale homme canoë simple 200m[7].
- Jeux d’été 2008 à Pékin : les étudiants Edvinas Krungolcas et Andrejus Zadneprovskis ont été médaillé d’argent et de bronze au pentathlon[8].
- Jeux d’été 2004 à Athènes : l’étudiant Andrejus Zadneprovskis gagne la médaille d’argent au pentathlon.

### Autres athlètes
- L'étudiant Giedrius Titenis est deux fois champion olympique de natation, il a gagné une médaille de bronze aux Championnats mondiaux de sports aquatiques de 2009.
- L'étudiant Andrej Olijnik a participé aux Jeux olympiques de 2016 et a gagné une médaille d’argent en 2011 de L’ICF Championnat du monde de canoë. 2011 ICF Canoe Sprint World Championships[9]

## Galerie

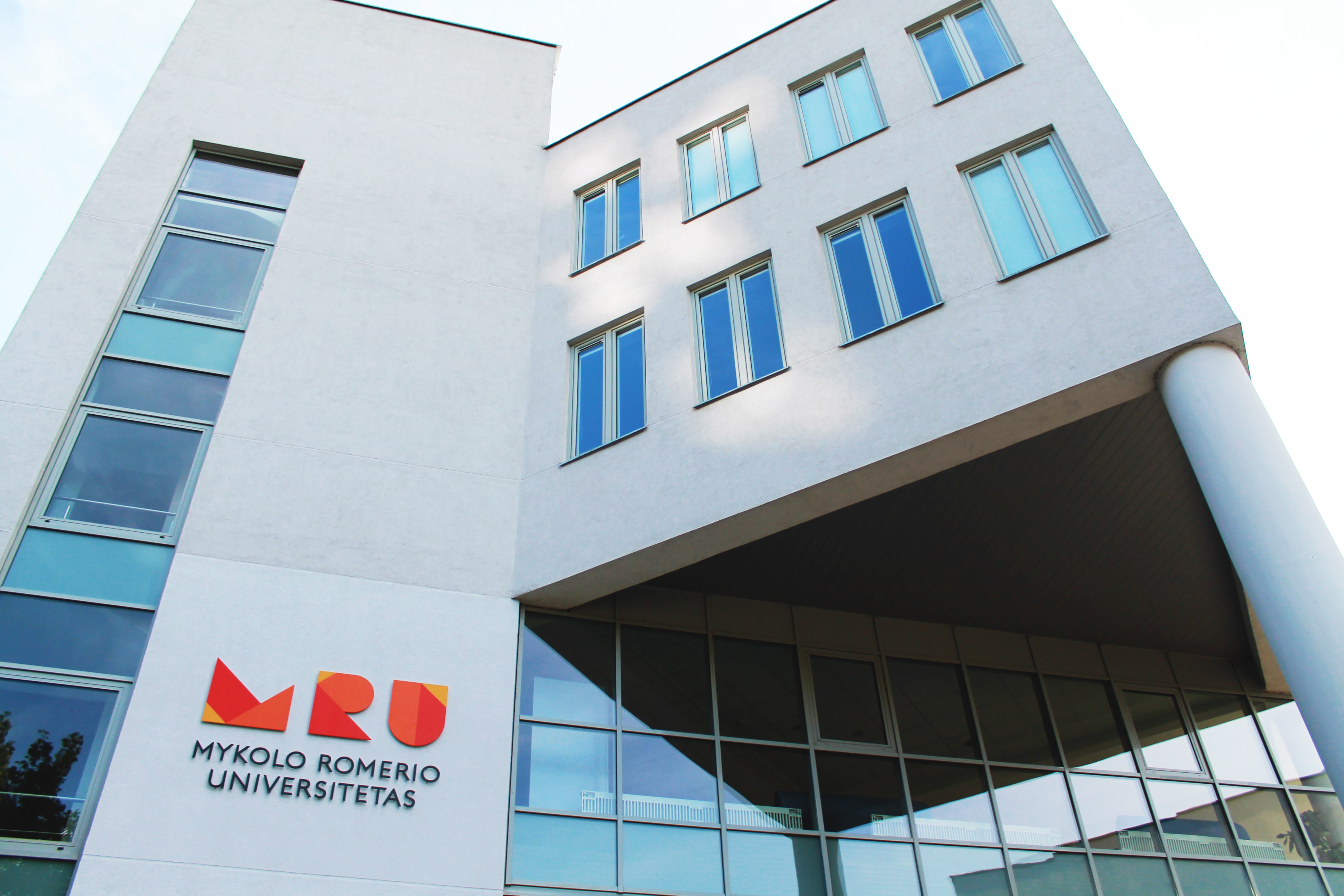
Campus central de MRU.
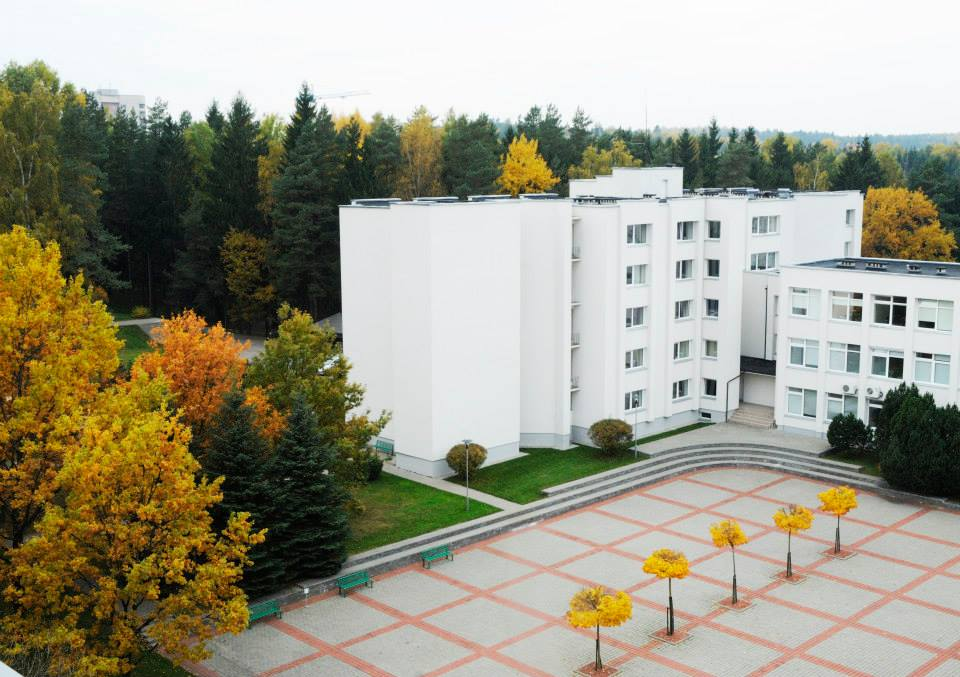
Le campus de MRU en automne.
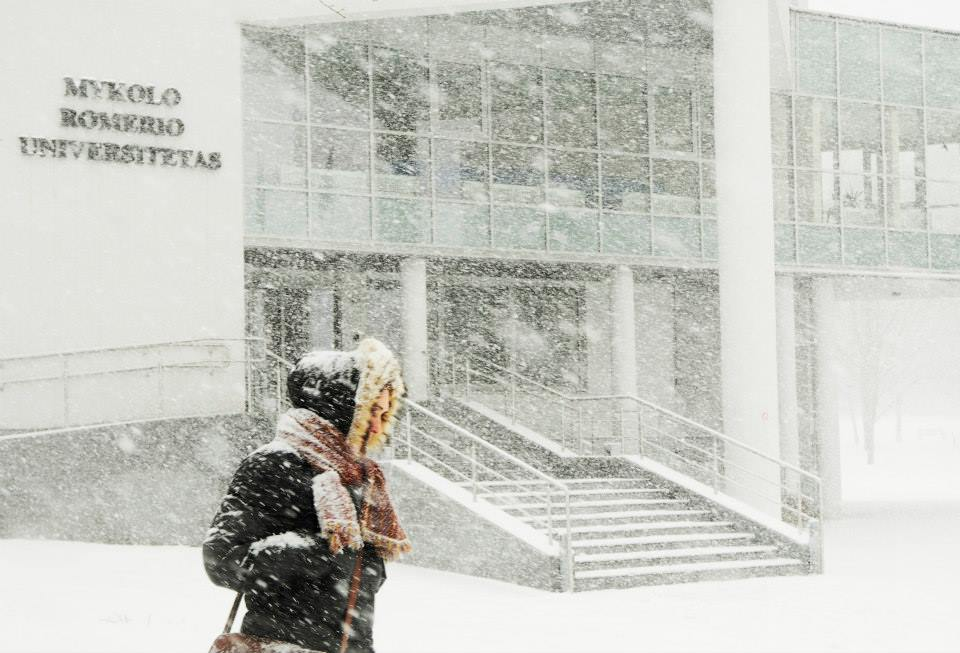
L'hiver à MRU.
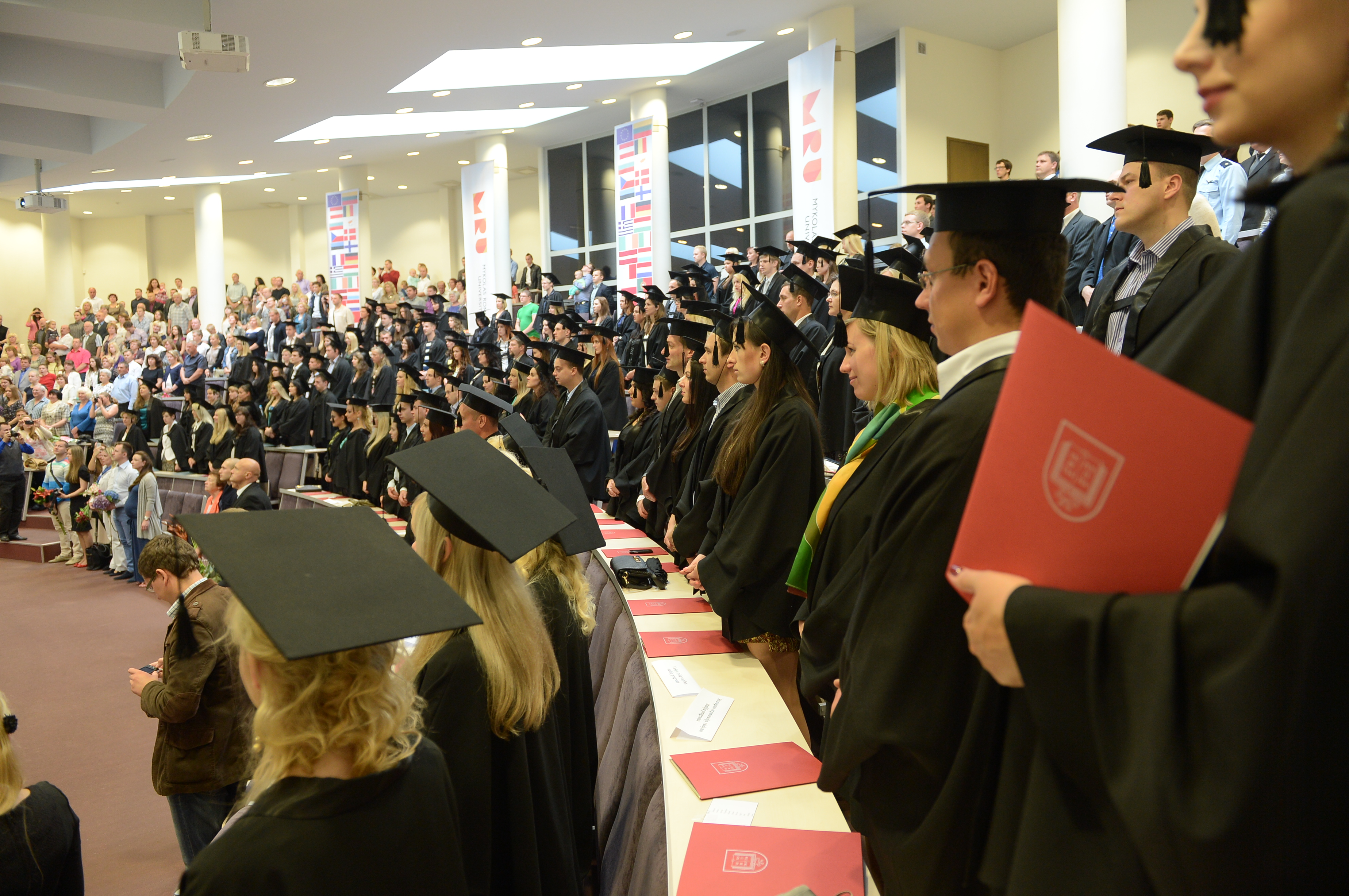
Cérémonie de remise de diplôme à MRU.
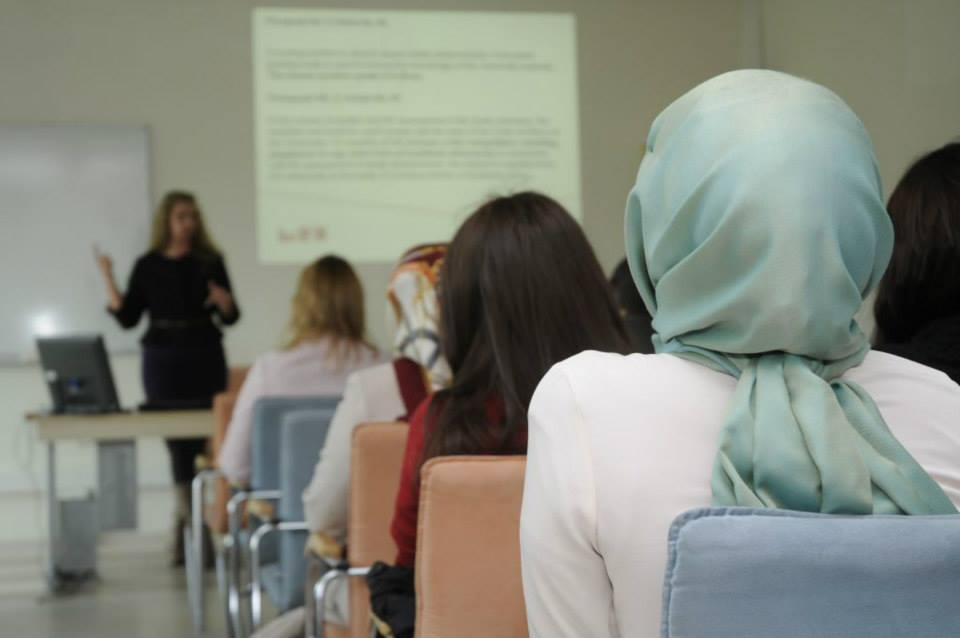
Cours magistral.
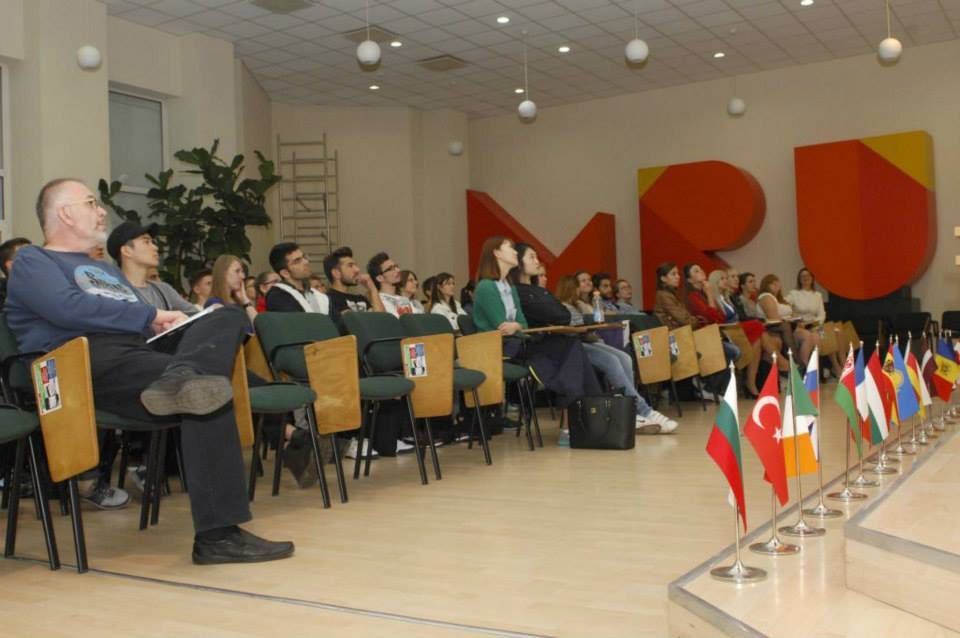
Accueil des étudiants internationaux à MR.
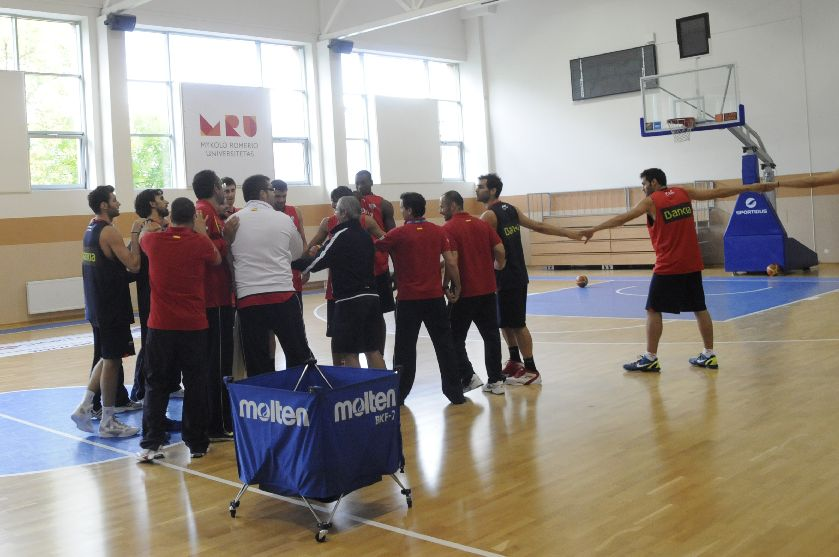
L'équipe nationale espagnole de basket dans le gymnase de MRU.